# فيليب كوربن (سياسي)
فيليب كوربن هو سياسي أمريكي، ولد في 26 أكتوبر 1824 في Willington, Connecticut ‏ في الولايات المتحدة، وتوفي في 3 نوفمبر 1910. انتخب عضو مجلس ولاية كونيتيكت ‏ وانتخب عضو مجلس نواب كونيتيكت ‏.